# T. H. White
Terence Hanbury "Tim" White (n. 29 mai 1906, Bombay, India Britanică – d. 17 ianuarie 1964, Pireu, Grecia) a fost un scriitor englez cunoscut cel mai bine pentru romanele sale arturiene, The Once and Future King, serie de romane publicată pentru prima oară împreună în 1958. Una dintre cele mai memorabile lucrări ale sale este primul roman al seriei, The Sword in the Stone, publicată ca o carte de sine stătătoare în 1938. A fost tradusă ca Arthur, regele Camelotului de Alin Unteanu.